# Zona de análisis de tráfico
Una zona de análisis de tráfico es una unidad espacial de territorio con características similares en sus atributos, que simplifica los procesos en la modelación de la demanda. Estas áreas son delimitadas por planificadores que contienen información relacionada con orígenes y destinos de viajes.

## Generalidades
En la planificación de transporte, las zonas de análisis de tráfico son los lugares de donde se originan y a donde van los viajes. Usualmente se numeran desde la zona 1 hasta la zona n. Los viajes que se realicen entre las diferentes zonas se resumen en una matriz Origen-Destino. 
Típicamente a nivel urbano, reúnen varias decenas de cuadras para conformar una zona. Cada zona debe definirse de tal manera, que las características generales de las cuadras que la componen, sea homogénea (por ejemplo en usos, en ingreso, en motorización). La delimitación de la zonas debe permitir tener cantidades de población y empleos en un rango razonable. Es decir, en zonas de alta densidad, como los distritos financieros (CBD), las zonas tienden a ser más pequeñas, mientras que en los suburbios se pueden tener zonas de gran tamaño. Por la complejidad, no se acostumbra utilizar zonas de tamaños menores a una cuadra.

## Definición de las zonas
Para la modelación de la demanda se requiere tener información de los atributos de cada zona de análisis de tráfico. la información de los censos y encuestas son agregadas y promediadas para cada una de las zonas. Típicamente se emplean como atributos:
- Información de residentes (población): Preferiblemente por género y población económicamente activa (por ejemplo entre los 16 y los 65), la población empleada, el número de estudiantes, etc.
- Información de hogares: Ingreso medio, motorización (número de automóviles por hogar o por persona).
- Información de actividades económicas: Número de locales comerciales, áreas comerciales, número de puestos de trabajo, áreas de producción, áreas industriales, áreas para la recreación.
- Información sobre actividades educacionales: áreas (o número de puestos) de colegios, universidades e institutos.

Los atributos de cada zona son convertidos en viajes producidos y atraídos por medio de los modelos de generación de viajes.